# Asana (software)
Asana — é um software para web e aparelhos móveis, usada para uma coprodução de projetos sem uso de correio eletrônico. O software foi criado pelo cofundador do Facebook Dustin Moskovitz e um ex-engenheiro Justin Rosenstein, que trabalharam no aumento de produtividade dos funcionários da Facebook.
Moscowitz e Rosenstein abandonaram a Facebook em 2008, havendo criado uma companhia de software “Asana” (palavra de sânscrito, descrevendo uma das poses de ioga). A versão beta estreou em novembro de 2011.

## API e integração
Em 2012, a Asana desenvolveu o seu API para engenheiros de desenvolvimento de software. O API aberto permite, por meio de um programa,  ler, introduzir e impor informação, bem como automatizar operações em Asana. Isto permite aos clientes o desenvolvimento de decisões-padrão para os seus comandos. Tipicamente, o uso inclui a automatização de tarefas repetidas, automatização de relatórios de tarefas e projetos, sincronização com bases de dados e outro software.